# Municipio Roma XV
Il Municipio Roma XV è la quindicesima suddivisione amministrativa di Roma Capitale.
È stato istituito dall'Assemblea Capitolina, con la delibera n. 11 dell'11 marzo 2013, rinominando il precedente Municipio Roma XX (già circoscrizione XX).

## Geografia antropica

### Suddivisioni storiche
Nel territorio del municipio insistono i seguenti comprensori toponomastici di Roma:
Quartieri
- Q. XV Della Vittoria e Q. XVIII Tor di Quinto

Suburbi
- S. I Tor di Quinto e S. XI Della Vittoria

Zone
- Z. LI La Storta, Z. LII Cesano, Z. LIII Tomba di Nerone, Z. LIV La Giustiniana, Z. LV Isola Farnese, Z. LVI Grottarossa, Z. LVII Labaro, Z. LVIII Prima Porta e Z. LIX Polline Martignano

### Suddivisioni amministrative
La suddivisione urbanistica del territorio comprende le quattordici zone urbanistiche dell'ex Municipio Roma XX e la sua popolazione è così distribuita:
| Municipio Roma XV      | Municipio Roma XV | Municipio Roma XV | Municipio Roma XV |
| Denominazione          | Superficie        | Abitanti          |                   |
| ---------------------- | ----------------- | ----------------- | ----------------- |
| 20A Tor di Quinto      | 3,96 km²          | 12 871            |                   |
| 20B Acquatraversa      | 1,38 km²          | 9 873             |                   |
| 20C Tomba di Nerone    | 4,84 km²          | 32 110            |                   |
| 20D Farnesina          | 2,43 km²          | 19 316            |                   |
| 20E Grotta Rossa Ovest | 10,88 km²         | 2 616             |                   |
| 20F Grotta Rossa Est   | 2,9 km²           | 1 278             |                   |
| 20G Giustiniana        | 9,29 km²          | 11 021            |                   |
| 20H La Storta          | 20,5 km²          | 20 297            |                   |
| 20I Santa Cornelia     | 34,26 km²         | 9 042             |                   |
| 20L Prima Porta        | 30,91 km²         | 3 707             |                   |
| 20M Labaro             | 11,67 km²         | 21 906            |                   |
| 20N Cesano             | 41,33 km²         | 10 890            |                   |
| 20O Martignano         | 10,98 km²         | 48                |                   |
| 20X Foro Italico       | 1,97 km²          | 661               |                   |
| Non localizzati        | –                 | 4 866             |                   |
| Totale                 | 187,31 km²        | 160 502           |                   |

### Frazioni
Nel territorio del Municipio insistono le seguenti frazioni di Roma Capitale:
- Cesano, Isola Farnese, La Giustiniana, La Storta, Olgiata, Osteria Nuova, Prima Porta e Saxa Rubra

## Amministrazione
| Periodo | Periodo   | Primo cittadino   | Partito             | Carica     | Note  |
| ------- | --------- | ----------------- | ------------------- | ---------- | ----- |
| 2013    | 2016      | Daniele Torquati  | Partito Democratico | Presidente |       |
| 2016    | 2021      | Stefano Simonelli | Movimento 5 Stelle  | Presidente | [ 6 ] |
| 2021    | In carica | Daniele Torquati  | Partito Democratico | Presidente | [ 6 ] |